# Kamounia
Kamounia, o también escrito Kamouneya, es un guiso de carne de res e hígado preparado con comino. Es parte de la cocina sudanesa, la cocina egipcia y la cocina tunecina. El cordero también se usa a veces como ingrediente principal, y algunas veces se usan especias adicionales. A veces se sirve con o encima de arroz cocido. Los ingredientes básicos adicionales pueden incluir caldo, ajo, aceite de oliva y perejil.

## Preparación

### En Argelia
La kamounia argelina se prepara con despojos de cordero o pollo, para este último, utilizamos principalmente el hígado o la molleja. Hay una variante preparada con camarones, específica de la ciudad de Annaba. Este plato es muy popular en el este de Argelia, especialmente en las ciudades de Annaba, Constantina, Guelma, Skikda y El Kala.

### En Túnez
La kamounia tunecina se prepara de dos maneras: cordero, hígado, corazón y posiblemente riñón. Este plato se espolvorea con perejil y cebolla finamente picados. También se puede servir con patatas y pimientos fritos.